# Gos d'atura aranès
El gos d'atura aranès (can aranés tath bestiar en llengua occitana) és un gos pastor. És una raça de reduït efectiu i no està reconeguda per la Federació Cinològica Internacional.

## Descripció
- Cua curta per naixement.
- Mucoses clares.
- Trufa negra.
- Pelatge variant, però generalment clar.
- Orelles caigudes.
- Ulls clars.
- Pèl llarg.

## Comportament
Com tots els gossos ramaders, el gos d'atura aranès té una excepcional capacitat per vigilar i conduir els ramats amb gran intel·ligència i vivacitat. També són extraordinàriament adaptables a tota mena d'ambients durs (per ambient i per orografia) i per poder resistir temperatures molt baixes.

## Origen
Probablement l'actual gos d'atura aranès té el seu origen en el Chien de Berger des Pyrénées à poil long.
Al sentir dels ramaders aranesos, antany existia un altre tipus de gos, similar a l'actual aranès, si bé més petit i de pèl més curt, i normalment també escuat de naixement, i el caràcter, més dòcil que l'actual.